# Binaural
Binaural è il sesto album in studio del gruppo musicale statunitense Pearl Jam, pubblicato il 16 maggio 2000 dall'etichetta discografica Epic Records. Questo album è stato registrato con tecniche di registrazione binaurale, da cui ne deriva il titolo.

## Descrizione
La produzione fu affidata a Tchad Blake per i suoi esperimenti con la registrazione binaurale, una tecnica di registrazione che impiega un microfono, il Neumann KU 100 “dummy head”, il quale simula una testa umana con due microfoni dentro alle “orecchie” in modo da simulare un’impressione simile a quella che si avrebbe tenendo la testa ferma nella medesima posizione della testa artificiale durante la registrazione come se si fosse fisicamente presente alla performance originaria.
Sulla copertina è riprodotta una fotografia modificata della Nebulosa Clessidra.

## Tracce
1. Breakerfall – 2:20 (Eddie Vedder)
2. Gods' Dice – 2:26 (Jeff Ament)
3. Evacuation – 2:56 (Matt Cameron, Eddie Vedder)
4. Light Years – 5:06 (Stone Gossard, Mike McCready, Eddie Vedder)
5. Nothing as It Seems – 5:22 (Jeff Ament)
6. Thin Air – 3:32 (Stone Gossard)
7. Insignificance – 4:28 (Eddie Vedder)
8. Of the Girl – 5:07 (Stone Gossard)
9. Grievance – 3:14 (Eddie Vedder)
10. Rival – 3:38 (Stone Gossard)
11. Sleight of Hand – 4:47 (Jeff Ament, Eddie Vedder)
12. Soon Forget – 1:46 (Eddie Vedder)
13. Parting Ways – 7:20 (Eddie Vedder) – contiene la traccia nascosta Typing (Writer's Block)

## Formazione
- Eddie Vedder – chitarra, voce
- Stone Gossard – chitarra
- Mike McCready – chitarra
- Jeff Ament – basso
- Matt Cameron – batteria, percussioni

## Classifiche

### Classifiche settimanali
| Classifiche (2000) | Posizione massima |
| ------------------ | ----------------- |
| Australia          | 1                 |
| Austria            | 8                 |
| Belgio (Fiandre)   | 5                 |
| Belgio (Vallonia)  | 34                |
| Canada             | 2                 |
| Finlandia          | 10                |
| Francia            | 12                |
| Germania           | 4                 |
| Giappone           | 18                |
| Irlanda            | 6                 |
| Italia             | 2                 |
| Norvegia           | 1                 |
| Nuova Zelanda      | 2                 |
| Paesi Bassi        | 5                 |
| Regno Unito        | 5                 |
| Spagna             | 11                |
| Stati Uniti        | 2                 |
| Svezia             | 6                 |
| Svizzera           | 8                 |
| Ungheria           | 21                |

### Classifiche di fine anno
| Classifica (2000) | Posizione |
| ----------------- | --------- |
| Australia         | 36        |
| Belgio (Fiandre)  | 95        |
| Germania          | 99        |
| Stati Uniti       | 152       |